# Zenodorus lepidus
Zenodorus lepidus es una especie de araña saltarina del género Zenodorus, familia Salticidae. Fue descrita científicamente por Guérin en 1834.
Habita en Nueva Guinea.